# Baia di Lackan
La baia di Lackan (Lackan Bay in inglese) è una piccola insenatura situata nella costa settentrionale atlantica del Mayo, in Irlanda.

## Descrizione
La piccola insenatura è situata subito dopo ad ovest della ben più vasta baia di Killala, in una rientranza della terraferma tra Creevagh Head e la sponda occidentale della grande foce del fiume Moy (la baia di Killala stessa).